# Saint-Denis-en-Bugey
Saint-Denis-en-Bugey es una comuna francesa del departamento de Ain, en la región de Auvernia-Ródano-Alpes.

## Demografía
| 563 | 1 170 | 1 200 | 1 220 | 1 511 | 1 780 | 1 944 | 2 053 | 2 216 |
| Para los censos de 1962 a 1999 la población legal corresponde a la población sin duplicidades (Fuente: INSEE [Consultar]) |       |       |       |       |       |       |       |       |